# Điền kinh tại Đại hội Thể thao châu Á 2022
Điền kinh tại Đại hội Thể thao châu Á 2022 được tổ chức tại Sân vận động thể thao Olympic Hàng Châu ở Trung tâm triển lãm thể thao Olympic Hàng Châu, Hàng Châu, Trung Quốc, từ 29 tháng 9 đến 5 tháng 10 năm 2023.

## Quốc gia tham dự
Có tổng cộng 717 vận động viên đến từ 41 quốc gia tham gia thi đấu môn Điền kinh tại Đại hội Thể thao châu Á 2022:
- Afghanistan (2)
- Bahrain (32)
- Bangladesh (1)
- Bhutan (1)
- Campuchia (10)
- Trung Quốc (62)
- CHDCND Triều Tiên (4)
- Hồng Kông (27)
- Ấn Độ (68)
- Indonesia (16)
- Iran (8)
- Iraq (6)
- Nhật Bản (55)
- Jordan (1)
- Kazakhstan (19)
- Hàn Quốc (45)
- Kuwait (7)
- Kyrgyzstan (10)
- Lào (4)
- Liban (3)
- Ma Cao (8)
- Malaysia (19)
- Maldives (12)
- Mông Cổ (17)
- Nepal (8)
- Oman (8)
- Pakistan (19)
- Philippines (24)
- Qatar (34)
- Ả Rập Xê Út (28)
- Singapore (20)
- Sri Lanka (14)
- Syria (1)
- Đài Bắc Trung Hoa (38)
- Tajikistan (4)
- Thái Lan (53)
- Đông Timor (4)
- Turkmenistan (2)
- UAE (2)
- Uzbekistan (9)
- Việt Nam (12)

## Danh sách huy chương

### Nam
| Nội dung                      | Vàng                                                                                   | Vàng                     | Bạc                                                                                                   | Bạc             | Đồng | Đồng     |
| ----------------------------- | -------------------------------------------------------------------------------------- | ------------------------ | --- | --------------- | --- | -------- |
| 100 mét                       | Tạ Chấn Nghiệp · Trung Quốc                                                            | 9.97                     | Puripol Boonson · Thái Lan                                                                            | 10.02           | Muhd Azeem Fahmi · Malaysia                                                                                           | 10.11    |
| 200 mét                       | Koki Ueyama · Nhật Bản                                                                 | 20.60                    | Abdullah Abkar Mohammed · Ả Rập Xê Út                                                                 | 20.63           | Dương Tuấn Hãn · Đài Bắc Trung Hoa                                                                                    | 20.74    |
| 400 mét                       | Yousef Masrahi · Ả Rập Xê Út                                                           | 45.55                    | Kentaro Sato · Nhật Bản                                                                               | 45.57           | Yusuf Ali Abbas · Bahrain                                                                                             | 45.65    |
| 800 mét                       | Essa Alis Kzwani · Ả Rập Xê Út                                                         | 1:48.05                  | Mohammed Afsal Pulikkalath · Ấn Độ                                                                    | 1:48.43         | Husain Mohsin Al-Farsi · Oman                                                                                         | 1:48.51  |
| 1500 mét                      | Mohamad Al-Garni · Qatar                                                               | 3:38.36                  | Ajay Kumar Saroj · Ấn Độ                                                                              | 3:38.94         | Jinson Johnson · Ấn Độ                                                                                                | 3:39.74  |
| 5000 mét                      | Birhanu Balew · Bahrain                                                                | 13:17.40 Bản mẫu:AsianGR | Avinash Mukund Sable · Ấn Độ                                                                          | 13:21.09        | Dawit Fikadu · Bahrain                                                                                                | 13:25.63 |
| 10,000 mét                    | Birhanu Balew · Bahrain                                                                | 28:13.62                 | Kartik Kumar · Ấn Độ                                                                                  | 28:15.38        | Gulveer Singh · Ấn Độ                                                                                                 | 28:17.21 |
|                               |                                                                                        |                          | |                 | |          |
| 110 mét vượt rào              | Yaqoub Al-Youha · Kuwait                                                               | 13.41                    | không trao giải                                                                                       | không trao giải | Từ Trác Nhất · Trung Quốc                                                                                             | 13.50    |
| 110 mét vượt rào              | Shunya Takayama · Nhật Bản                                                             | 13.41                    | không trao giải                                                                                       | không trao giải | Từ Trác Nhất · Trung Quốc                                                                                             | 13.50    |
| 400 mét vượt rào              | Abderrahman Samba · Qatar                                                              | 48.04                    | Bassem Hemeida · Qatar                                                                                | 48.52           | Tạ Trí Vũ · Trung Quốc                                                                                                | 49.16    |
| 3000 mét vượt chướng ngại vật | Avinash Mukund Sable · Ấn Độ                                                           | 8:19.50 Bản mẫu:AsianGR  | Ryoma Aoki · Nhật Bản                                                                                 | 8:23.75         | Seiya Sunada · Nhật Bản                                                                                               | 8:26.47  |
|                               |                                                                                        |                          | |                 | |          |
| 4 × 100 mét tiếp sức          | Trung Quốc · Trần Quán Phong · Tạ Chấn Nghiệp · Nghiêm Hải Tân · Trần Giai Bằng        | 38.29                    | Nhật Bản · Yoshihide Kiryu · Yuki Koike · Koki Ueyama · Shoto Uno                                     | 38.44           | Hàn Quốc · Lee Jeong-tae · Kim Kuk-young · Lee Jae-seong · Ko Seung-hwan · Park Won-jin                               | 38.74    |
| 4 × 400 mét tiếp sức          | Ấn Độ · Muhammed Anas Yahiya · Amoj Jacob · Muhammed Ajmal Variyathodi · Rajesh Ramesh | 3:01.58                  | Qatar · Abderrahman Samba · Ashraf Osman · Ismail Abakar · Bassem Hemeida · Ammar Ibrahim · Amar Ebed | 3:02.05         | Sri Lanka · Aruna Darshana · Pabasara Niku · Rajitha Rajakaruna · Kalinga Kumarage · Dinuka Deshan · Pasindu Kodikara | 3:02.55  |
|                               |                                                                                        |                          | |                 | |          |
| Marathon                      | Hà Kiệt · Trung Quốc                                                                   | 2:13:02                  | Han Il-ryong · CHDCND Triều Tiên                                                                      | 2:13:27         | Dương Thiệu Huy · Trung Quốc                                                                                          | 2:13:39  |
| 20,000 mét đi bộ              | Trương Tuấn · Trung Quốc                                                               | 1:23:00                  | Vương Triêu Triêu · Trung Quốc                                                                        | 1:24:08         | Yutaro Murayama · Nhật Bản                                                                                            | 1:24:41  |
|                               |                                                                                        |                          | |                 | |          |
| Nhảy cao                      | Mutaz Essa Barshim · Qatar                                                             | 2.35 m =Bản mẫu:AsianGR  | Woo Sang-hyeok · Hàn Quốc                                                                             | 2.33 m          | Tomohiro Shinno · Nhật Bản                                                                                            | 2.29     |
| Nhảy sào                      | Ernest John Obiena · Philippines                                                       | 5.90 m Bản mẫu:AsianGR   | Hoàng Bác Khải · Trung Quốc                                                                           | 5.65 m          | Hussain Al-Hizam · Ả Rập Xê Út                                                                                        | 5.65 m   |
| Nhảy xa                       | Vương Gia Nam · Trung Quốc                                                             | 8.22 m                   | Murali Sreeshankar · Ấn Độ                                                                            | 8.19 m          | Thạch Vũ Hào · Trung Quốc                                                                                             | 8.10 m   |
| Nhảy 3 bước                   | Chu Á Minh · Trung Quốc                                                                | 17.13 m                  | Phương Diệu Khánh · Trung Quốc                                                                        | 16.93 m         | Praveen Chithravel · Ấn Độ                                                                                            | 16.68 m  |
| Đẩy tạ                        | Tajinderpal Singh Toor · Ấn Độ                                                         | 20.36 m                  | Mohamed Daouda Tolo · Ả Rập Xê Út                                                                     | 20.18 m         | Lưu Dương · Trung Quốc                                                                                                | 19.97 m  |
| Ném đĩa                       | Hossein Rasouli · Iran                                                                 | 62.04 m                  | Ehsan Hadadi · Iran                                                                                   | 61.82 m         | Abuduaini Tuergong · Trung Quốc                                                                                       | 61.19 m  |
| Ném búa                       | Vương Kỳ · Trung Quốc                                                                  | 72.97 m                  | Ashraf Amgad El-Seify · Qatar                                                                         | 72.42 m SB      | Sukhrob Khodjaev · Uzbekistan                                                                                         | 70.79 m  |
| Ném lao                       | Neeraj Chopra · Ấn Độ                                                                  | 88.88 m                  | Kishore Jena · Ấn Độ                                                                                  | 87.54 m PB      | Genki Dean · Nhật Bản                                                                                                 | 82.68 m  |
|                               |                                                                                        |                          | |                 | |          |
| 10 môn phối hợp               | Vương Khởi Hào · Trung Quốc                                                            | 7816                     | Tejaswin Shankar · Ấn Độ                                                                              | 7666            | Yuma Maruyama · Nhật Bản                                                                                              | 7568     |

### Nữ
| Nội dung                      | Vàng                                                                                    | Vàng                        | Bạc                                                                                    | Bạc      | Đồng | Đồng       |
| ----------------------------- | --------------------------------------------------------------------------------------- | --------------------------- | -------------------------------------------------------------------------------------- | -------- | --- | ---------- |
| 100 mét                       | Cát Mạn Kỳ · Trung Quốc                                                                 | 11.23                       | Veronica Shanti Pereira · Singapore                                                    | 11.27    | Hajar Al-Khaldi · Bahrain                                                                                    | 11.35      |
| 200 mét                       | Veronica Shanti Pereira · Singapore                                                     | 23.03                       | Lý Ngọc Đình · Trung Quốc                                                              | 23.28    | Edidiong Odiong · Bahrain                                                                                    | 23.48      |
| 400 mét                       | Oluwakemi Adekoya · Bahrain                                                             | 50.66                       | Salwa Eid Naser · Bahrain                                                              | 50.92    | Shereen Samson Vallabouy · Malaysia                                                                          | 52.58      |
| 800 mét                       | Tharushi Karunarathna · Sri Lanka                                                       | 2:03.20                     | Harmilan Bains · Ấn Độ                                                                 | 2:03.75  | Vương Xuân Vũ · Trung Quốc                                                                                   | 2:03.90    |
| 1500 mét                      | Winfred Yavi · Bahrain                                                                  | 4:11.65                     | Harmilan Bains · Ấn Độ                                                                 | 4:12.74  | Marta Yota · Bahrain                                                                                         | 4:15.97    |
| 5000 mét                      | Parul Chaudhary · Ấn Độ                                                                 | 15:14.75                    | Ririka Hironaka · Nhật Bản                                                             | 15:15.34 | Caroline Chepkoech Kipkirui · Kazakhstan                                                                     | 15:23.12   |
| 10,000 mét                    | Violah Jepchumba · Bahrain                                                              | 31:43.73                    | Ririka Hironaka · Nhật Bản                                                             | 31:50.74 | Caroline Chepkoech Kipkirui · Kazakhstan                                                                     | 33:15.83   |
|                               |                                                                                         |                             |                                                                                        |          | |            |
| 100 mét vượt rào              | Lâm Vũ Vi · Trung Quốc                                                                  | 12.74                       | Jyothi Yarraji · Ấn Độ                                                                 | 12.91    | Yumi Tanaka · Nhật Bản                                                                                       | 13.04      |
| 400 mét vượt rào              | Kemi Adekoya · Bahrain                                                                  | 54.45 Bản mẫu:AsianGR       | Mạc Gia Điệp · Trung Quốc                                                              | 55.01    | Vithya Ramraj · Ấn Độ                                                                                        | 55.68      |
| 3000 mét vượt chướng ngại vật | Winfred Mutile Yavi · Bahrain                                                           | 9:18.28 Bản mẫu:AsianGR     | Parul Chaudhary · Ấn Độ                                                                | 9:27.63  | Priti Lamba · Ấn Độ                                                                                          | 9:43.32    |
|                               |                                                                                         |                             |                                                                                        |          | |            |
| 4 × 100 mét tiếp sức          | Trung Quốc · Lương Tiểu Tịnh · Vĩ Vĩnh Lệ · Viên Kỳ Kỳ · Cát Mạn Kỳ                     | 43.39                       | Thái Lan · Supawan Thipat · Supanich Poolkerd · On-Uma Chattha · Sukanda Petraska      | 44.32    | Malaysia · Azreen Nabila Alias · Zaidatul Husniah Zulkifli · Nur Afrina Batrisyia · Shereen Samson Vallabouy | 45.01      |
| 4 × 400 mét tiếp sức          | Bahrain · Saad Mubarak · Oluwakemi Adekoya · Zenab Moussa Ali Mahamat · Salwa Eid Naser | 3:27.65 Bản mẫu:AsianGR, NR | Ấn Độ · Vithya Ramraj · Aishwarya Kailash Mishra · Prachi Chaudhary · Subha Venkatesan | 3:27.85  | Sri Lanka · Nadeesha Ramanayaka · Jayeshi Uththara · Lakshima Mendis · Tharushi Karunarathna                 | 3:30.88 NR |
|                               |                                                                                         |                             |                                                                                        |          | |            |
| Marathon                      | Eunice Chumba · Bahrain                                                                 | 2:26:14                     | Trương Đức Thuận · Trung Quốc                                                          | 2:27:55  | Sardana Trofimova · Kyrgyzstan                                                                               | 2:28:41    |
| 20,000 mét đi bộ              | Dương Gia Ngọc · Trung Quốc                                                             | 1:30:03                     | Mã Chấn Hà · Trung Quốc                                                                | 1:30:04  | Nanako Fujii · Nhật Bản                                                                                      | 1:33:49    |
|                               |                                                                                         |                             |                                                                                        |          | |            |
| Nhảy cao                      | Safina Sadullaeva · Uzbekistan                                                          | 1.86 m                      | Svetlana Radzivil · Uzbekistan                                                         | 1.86 m   | Nadezhda Dubovitskaya · Kazakhstan                                                                           | 1.86 m     |
| Nhảy xà                       | Lý Linh · Trung Quốc                                                                    | 4.63 m Bản mẫu:AsianGR      | Misaki Morota · Nhật Bản                                                               | 4.48 m   | Ngưu Xuân Cách · Trung Quốc                                                                                  | 4.30 m     |
| Nhảy xa                       | Hùng Thi Kỳ · Trung Quốc                                                                | 6.73 m                      | Ancy Sojan · Ấn Độ                                                                     | 6.63 m   | Du Nhã Hân · Hồng Kông                                                                                       | 6.50 m     |
| Nhảy 3 bước                   | Sharifa Davronova · Uzbekistan                                                          | 14.09 m                     | Tăng Nhụy · Trung Quốc                                                                 | 13.92 m  | Mariko Morimoto · Nhật Bản                                                                                   | 13.78 m    |
| Đẩy tạ                        | Củng Lập Giao · Trung Quốc                                                              | 19.58 m                     | Tống Giai Viên · Trung Quốc                                                            | 18.92 m  | Kiran Baliyan · Ấn Độ                                                                                        | 17.36 m    |
| Ném đĩa                       | Phùng Bân · Trung Quốc                                                                  | 67.93 m Bản mẫu:AsianGR     | Khương Chí Siêu · Trung Quốc                                                           | 61.04 m  | Seema Punia · Ấn Độ                                                                                          | 58.62 m    |
| Ném búa                       | Vương Tranh · Trung Quốc                                                                | 71.53 m                     | [[Triêu Kiệt] · Trung Quốc                                                             | 69.44 m  | Kim Tae-hui · Hàn Quốc                                                                                       | 64.14 m    |
| Ném lao                       | Annu Rani · Ấn Độ                                                                       | 62.92                       | Dilhani Lekamge · Sri Lanka                                                            | 61.57 NR | Lữ Hội Hội · Trung Quốc                                                                                      | 61.29      |
|                               |                                                                                         |                             |                                                                                        |          | |            |
| 10 môn phối hợp               | Trịnh Ni Na Lực · Trung Quốc                                                            | 6149                        | Ekaterina Voronina · Uzbekistan                                                        | 6056     | Nandini Agasara · Ấn Độ                                                                                      | 5712       |

### Phối hợp
| Nội dung                | Vàng                                                                                | Vàng                    | Bạc                                                                                   | Bạc     | Đồng                                                                                  | Đồng    |
| ----------------------- | ----------------------------------------------------------------------------------- | ----------------------- | ------------------------------------------------------------------------------------- | ------- | ------------------------------------------------------------------------------------- | ------- |
| 4 × 400 mét tiếp sức    | Bahrain · Musa Isah · Oluwakemi Mujidat Adekoya · Yusuf Ali Abbas · Salwa Eid Naser | 3:14.02 Bản mẫu:AsianGR | Ấn Độ · Muhammad Ajmal Variyathodi · Vithya Ramraj · Rajesh Ramesh · Subha Venkatesan | 3:14.34 | Kazakhstan · Yefim Tarassov · Adelina Zems · Dmitriy Koblov · Alexandra Zalyubovskaya | 3:24.85 |
| Marathon đi bộ tiếp sức | Trung Quốc · Bạch Tuyết Oánh · Thiết Dương Thập Tỷ · Hạ Tương Hồng · Vương Khâm     | 5:16:41 Bản mẫu:AsianGR | Nhật Bản · Masumi Fuchise · Subaru Ishida                                             | 5:22:11 | Ấn Độ · Manju Rani · Ram Baboo                                                        | 5:51:14 |

## Bảng tổng sắp huy chương
| Hạng                | Đoàn                | Vàng | Bạc | Đồng | Tổng số |
| ------------------- | ------------------- | ---- | --- | ---- | ------- |
| 1                   | Trung Quốc          | 19   | 11  | 9    | 39      |
| 2                   | Bahrain             | 10   | 1   | 5    | 16      |
| 3                   | Ấn Độ               | 6    | 14  | 9    | 29      |
| 4                   | Qatar               | 3    | 3   | 0    | 6       |
| 5                   | Nhật Bản            | 2    | 7   | 8    | 17      |
| 6                   | Uzbekistan          | 2    | 2   | 1    | 5       |
| 6                   | Ả Rập Xê Út         | 2    | 2   | 1    | 5       |
| 8                   | Sri Lanka           | 1    | 1   | 2    | 4       |
| 9                   | Singapore           | 1    | 1   | 0    | 2       |
| 9                   | Iran                | 1    | 1   | 0    | 2       |
| 11                  | Philippines         | 1    | 0   | 0    | 1       |
| 11                  | Kuwait              | 1    | 0   | 0    | 1       |
| 13                  | Thái Lan            | 0    | 2   | 0    | 2       |
| 14                  | Hàn Quốc            | 0    | 1   | 2    | 3       |
| 15                  | CHDCND Triều Tiên   | 0    | 1   | 0    | 1       |
| 16                  | Kazakhstan          | 0    | 0   | 4    | 4       |
| 17                  | Malaysia            | 0    | 0   | 3    | 3       |
| 18                  | Kyrgyzstan          | 0    | 0   | 1    | 1       |
| 18                  | Đài Bắc Trung Hoa   | 0    | 0   | 1    | 1       |
| 18                  | Hồng Kông           | 0    | 0   | 1    | 1       |
| 18                  | Oman                | 0    | 0   | 1    | 1       |
| Tổng số (21 đơn vị) | Tổng số (21 đơn vị) | 49   | 47  | 48   | 144     |